# 釜山北部警察署
釜山北部警察署（プサンブクプけいさつしょ）は、釜山地方警察庁所管の警察署である。

## 沿革
- 1999年7月2日 - 開署。

## 管轄区域
- 北区

## 管轄地区隊・派出所・治安センター

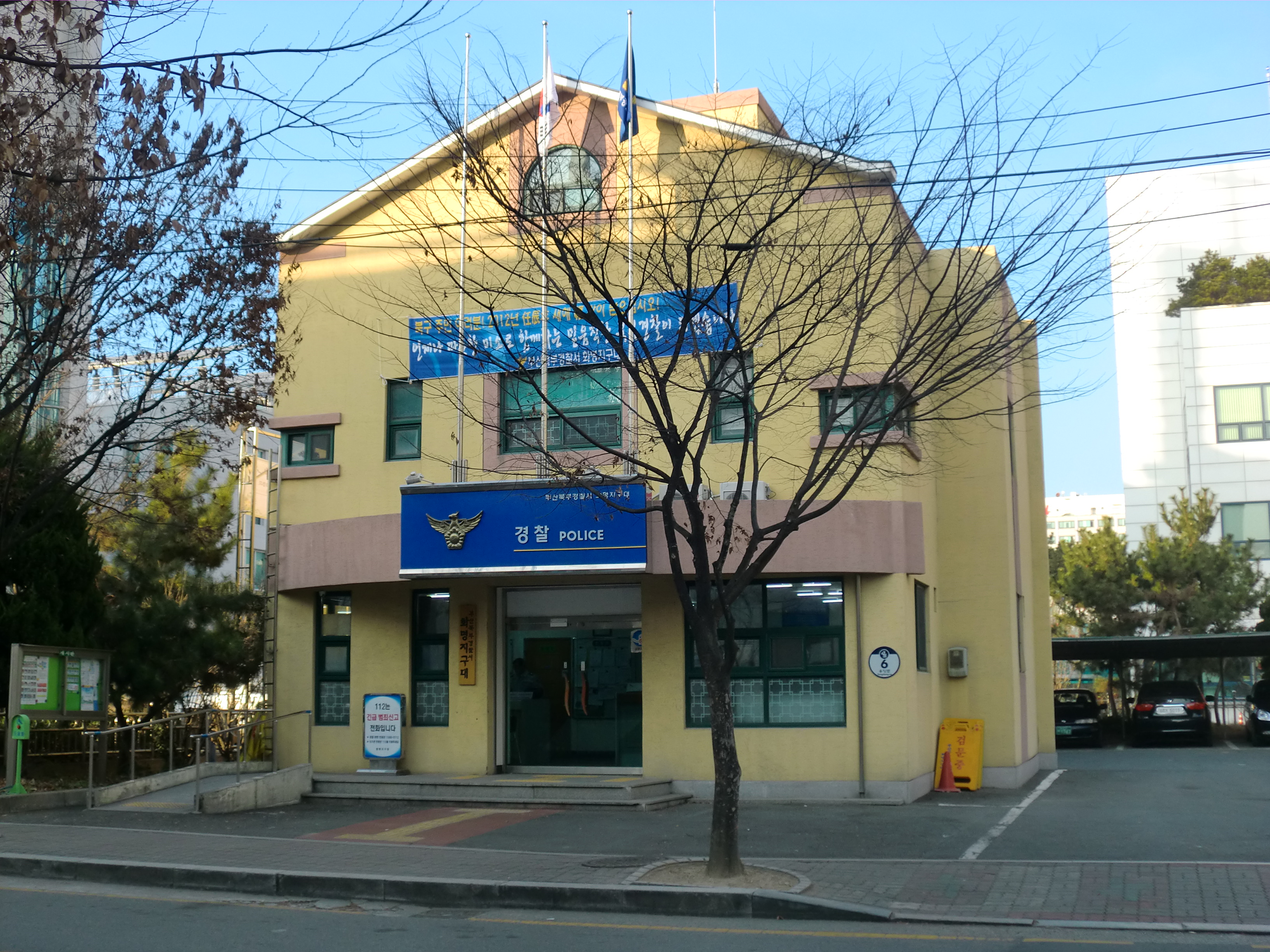
華明地区隊

- 亀浦地区隊
  - 亀浦1治安センター
  - 亀浦2治安センター
- 万徳地区隊
  - 万徳1治安センター
- 華明地区隊
  - 華明1治安センター
- 徳川地区隊
  - 徳川1治安センター
  - 徳川2治安センター
- 金谷派出所